# Anacleto Macías
José Anacleto Macías Hernández, más conocido como Tolán (Guadalajara, Jalisco, México; 13 de julio de 1911-ibídem, 12 de diciembre de 1987), fue un futbolista, utilero y masajista mexicano, que formó parte del Club Deportivo Guadalajara desde 1927 como jugador y desde 1931 hasta 1987 como elemento del cuerpo técnico.

## Biografía
Nació el día 13 de julio de 1911 en la ciudad de  Guadalajara, Jalisco, siendo hijo del matrimonio conformado por Seferino Macías y Francisca Hernández.
Inició en las fuerzas básicas del club en el año 1927 y para 1929 ya participaba con el equipo juvenil. Nunca llegó a destacar dentro de la cancha por lo que se retiró sin debutar en el primer equipo, que entonces jugaba en la Liga de Occidente.
Si bien empezó a trabajar en el club en 1931, fue hasta 1957 cuando se convirtió en masajista del primer equipo, cuando este se encontraba bajo la dirección técnica de Arpad Fekete.
Se casó con Dolores Sánchez González, con quien tuvo 9 hijos, siendo Héctor y Margarita los más grandes. Su hijo Humberto siguió sus pasos y también hizo carrera como masajista y utilero dentro de la institución rojiblanca.
Murió el 12 de diciembre de 1987, a causa de una trombosis cerebral. Después de su fallecimiento, la cancha número 1 de la casa club del Deportivo Guadalajara, entonces ubicada en Colomos 2339 en la colonia Providencia, recibió el nombre de Anacleto Macías en su honor.